# Bombardement de Morlaix
Le bombardement de Morlaix est un bombardement aérien britannique de la Seconde Guerre mondiale qui s'est déroulé le  29 janvier 1943. 12 bombardiers Douglas A-20 Havoc de la Royal Air Force tentent de détruire le viaduc ferroviaire de Morlaix, au nord-ouest de la Bretagne, pour gêner l'approvisionnement de la base sous-marine de Brest. Le bombardement échoue, seul une arche est partiellement détruite et le trafic ferroviaire est rapidement rétabli. Mais les bombes tuent 67 civils dont 39 enfants d'une école.

## Déroulé
12 Douglas A-20 Havoc, bombardiers légers de fabrication américaine couramment appelés Boston, opérés par la Royal Air Force décollent le  29 janvier 1943 à 12h07 de leur base de Swanton Morley dans le Norfolk dans le centre-est de l'Angleterre. Ils sont rejoints en vol par 32 Spitfire qui ont eux décollé à 13h30 d'Exeter, dans le Devon dans le sud-est de l'Angleterre. Vers 14h15, ils sont au dessus de Morlaix, attaquant en deux vagues de 6 bombardiers. Le temps est beau et calme. L'alerte aérienne n'a pas retenti dans la ville depuis une minute que les avions britanniques commencent à larguer leurs bombes de 250 kg, une quarantaine au total,. Seulement deux ou trois touchent le viaduc dont la quatrième arche, en partant de l'est coté quartier du Créou, est aux deux tiers détruite. Les autres bombes touchent le quartier environnant — le viaduc passe au dessus du centre-ville — où près de 150 immeubles sont touchés dont l'école Notre-Dame-de-Lourdes, tuant 39 enfants, âgés de 4 à 7 ans et une institutrice, sœur Saint-Cyr. Une bombe tombe dans le cimetière, tuant plusieurs personnes qui assistaient à un enterrement et une autre en tue plusieurs autres dans un salon de coiffure de la place Thiers (actuelle place des Otages). Le bilan est de 67 tués et plusieurs dizaines de blessés parmi la population. Le bilan de potentielles victimes allemandes (dont parmi la DCA) est inconnu. Un avion britannique, touché par la DCA, s'abimera dans la Manche sur le chemin du retour.

## Choix de Morlaix
Le choix du viaduc de Morlaix, en plein centre-ville pour couper durablement la ligne ferroviaire vers Brest  été mis en cause après-guerre par des historiens. Roger Huguen, dans son étude sur la stratégie de bombardements en Bretagne du Bomber Command britannique, et Michel Le Bars estiment que le choix de Morlaix était une « aberration ». Le viaduc de La Méaugon près de Saint-Brieuc, de taille comparable et isolé, constituait une meilleure cible pour éviter des dégâts collatéraux.
Le bombardement du 29 janvier 1943 n'est pas un choix précipité mais plus une erreur d'appréciation du Bomber Command puisque trois missions de bombardements sur le viaduc de Morlaix avaient été avortées en cours de vol à cause d'une météo défavorable en avril et juin 1942 et le 26 janvier 1943. Puis après le bombardement du 29 janvier, Morlaix subira deux bombardements nocturnes, deux mois plus tard en mars 1943, qui ne provoqueront que quelques dégâts matériels.

## Suites
Dès le lendemain, la pose d'un tablier provisoire permet la circulation lente de train dans le sens Paris-Brest et moins de 10 jours plus tard, le 8 février, la circulation dans l'autre sens est permise. La reconstruction de l'arche partiellement détruite dans le bombardement sera achevée trois mois plus tard.
Il est initialement prévu des obsèques communes à toutes les victimes. Mais au dernier moment, des obsèques séparées sont organisées d'un coté pour les enfants et leur institutrice et de l'autre pour les autres victimes. Pour ces dernières, elles se déroulent à l'église paroissiale de la ville, l'église Saint-Mathieu, présidée par monseigneur Duparc, évêque de Quimper (malgré son âge et sa mauvaise santé), en présence des autorités civiles. Celles des enfants et de leur institutrice se déroulent le même jour et à la même heure à l'église Saint-Martin en présence de la Supérieure générale des Filles du Saint-Esprit par la volonté du recteur de cette paroisse, différente de celle de Morlaix, et célébrées par celui-ci.
Après ce bombardement, la ville sera partiellement évacuée.

## Mémoire après guerre
Comme pour les obsèques, une mémoire distincte se met en place entre la mort des enfants et de leur institutrice, souvenir porté par le recteur et quelques autres catholiques, et les autres personnes décédées dans le bombardement.
En 1947, un vitrail commémoratif est installé dans l'église paroissial de la ville.
Le 1er février 1948, les dépouilles des enfants et de l'institutrice sont ré-inhumées dans un caveau spécialement construit sur le site des classes détruites,.
Une chapelle en leur mémoire, Notre-Dame-des-Anges, dont le projet est né juste après le bombardement  est construite sur ce même site après guerre en plusieurs étapes et sur fonds privés. Elle est achevée et consacrée en 1957. En 1986, elle est donnée à la commune.